# Młodzieżowe Mistrzostwa Polski Par Klubowych na Żużlu 1989
Młodzieżowe Mistrzostwa Polski Par Klubowych na Żużlu 1989 – zawody żużlowe, mające na celu wyłonienie medalistów młodzieżowych mistrzostw Polski par klubowych w sezonie 1989. Rozegrano trzy turnieje eliminacyjne oraz finał, w którym zwyciężyli żużlowcy Wybrzeża Gdańsk.

## Finał
- Gdańsk, 30 maja 1989
- Sędzia: Włodzimierz Kowalski

| Miejsce | Kluby                | Suma | Zawodnicy                                            | Punkty                                     |
| ------- | -------------------- | ---- | ---------------------------------------------------- | ------------------------------------------ |
| złoto   | Wybrzeże Gdańsk      | 21   | Jarosław Olszewski Tomasz Gollob Jarosław Kalinowski | 11 (3,1,2,3,2) 10 (2,2,1,2,3) ns           |
| srebro  | Stal Gorzów Wlkp.    | 19   | Piotr Świst Marek Hućko Andrzej Rzepka               | 15 (3,3,3,3,3) 4 (0,0,2,0,2) ns            |
| brąz    | Falubaz Zielona Góra | 16   | Sławomir Dudek Jarosław Szymkowiak Jan Połubiński    | 13 (2,3,3,2,3) 3 (1,1,1,0,–) 0 (–,–,–,–,w) |
| 4       | Motor Lublin         | 13   | Jerzy Mordel Dariusz Śledź Tomasz Pawelec            | 5 (1,2,2,w,–) 7 (3,0,3,1,0) 1 (–,–,–,–,1)  |
| 5       | Unia Tarnów          | 12   | Jacek Rempała Robert Kużdżał Piotr Zięba             | 10 (2,3,1,3,1) 2 (0,2,u,0,0) ns            |
| 6       | Stal Rzeszów         | 9    | Janusz Ślączka Andrzej Sikora Piotr Gancarz          | 4 (1,d,d,2,1) 4 (0,1,–,1,2) 1 (–,–,1,–,–)  |